# Telmatoscopus lacteitarsis
Telmatoscopus lacteitarsis és una espècie d'insecte dípter pertanyent a la família dels psicòdids.

## Descripció
- Cos de color principalment marró; antenes blanques; ales marrons amb taques de color marró fosc (o negre) als extrems de la nervadura; potes marrons amb tots els tarsos blancs.
- Mascle: front amb una àrea pilosa i quadrangular; vèrtex amb pèls densos a les zones central i apical; antenes amb l'escap al voltant d'1-1,5 vegades la llargada del pedicel; ales més aviat esveltes i de 2,1 mm de longitud i 0,9 d'amplada.
- Femella: similar al mascle, però amb ales de 2,2 de llargària i 0,9 d'amplada.[6]

## Distribució geogràfica
Es troba a Àsia: l'Índia.